# Fredericksburg Masonic Cemetery
Der Fredericksburg Masonic Cemetery ist ein historischer Friedhof der Freimaurer-Loge Masonic Lodge No.4 AF&AM, in Fredericksburg, im US-Bundesstaat Virginia.

## Geschichte
Der Friedhof ist einer der ältesten Freimaurerfriedhöfe der Vereinigten Staaten und geht zurück bis auf das Jahr 1784, als ein etwa 60 Ar großes Grundstück von der Loge erworben wurde, um ihre Mitglieder und ihre Familien dort bestatten zu können. Er wird bis heute, mit Hilfe des benachbarten James Monroe Museum and Memorial Library, betrieben und instand gehalten.

### Lage
Der Friedhof liegt in Fredericksburg an der Charles Street.

## Persönlichkeiten

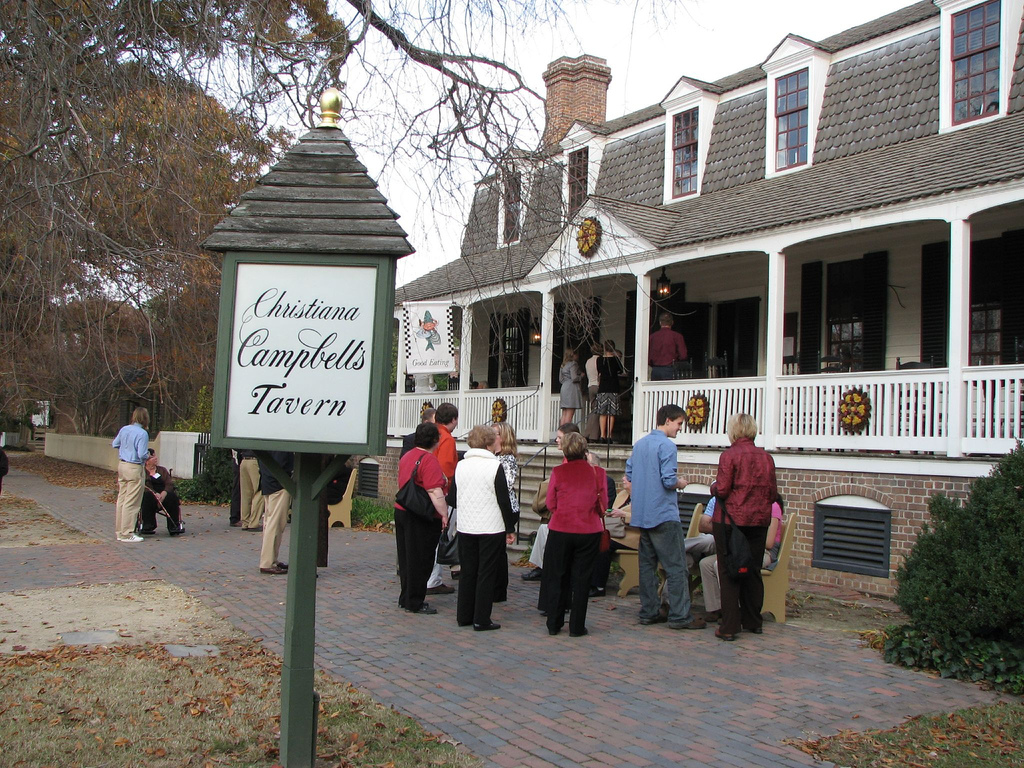
Die Christiana Campbell’s Tavern (2007)

Im Laufe der Jahre sind hier einige Persönlichkeiten und Zeitzeugen der Freimaurer bestattet worden:
- Christiana Campbell (1727–1792), US-amerikanische Betreiberin der historischen Gaststätte Christiana Campbell Tavern in Williamsburg, in der auch George Washington verkehrte (Grab Nummer 2)[1]
- Benjamin Day (1752–1821), ein Offiziersmajor im Sezessionskrieg (Grab Nummer 4)
- Bazil Gordon (1768–1847), schottischer Immigrant und Millionär (Grab Nummer 148)
- John Julian (1749–1785), Chirurg und Veteran der Kontinentalarmee
- Robert Lewis (1769–1829), Gehilfe von Fielding Lewis und Betty Washington Lewis, Privatsekretär seines Onkels, George Washington, (Grab Nummer 77)
- Lewis Littlepage (1762–1802), Gehilfe von John Jay und später Vertrauensberater von Stanislaus II. August Poniatowski, (Grab Nummer 183)
- John Minor (1761–1816), General im Krieg von 1812
- Gustavus Brown Wallace (1751–1802), Colonel der Konföderierten Staaten im Sezessionskrieg (als Brigadier General während des Krieges ausgezeichnet), damaliger Besitzer der Rising Sun Tavern, ein heute historisches Haus im Register der National Register of Historic Places
- George Weedon (1734–1793), General im Sezessionskrieg (Grab Nummer 184)[2]